# Nikī Bakogiannī
Nikī Bakogiannī o Bakoyianni (in greco Νίκη Μπακογιάννη?; Lamia, 9 giugno 1968) è un'ex altista greca, vice-campionessa olimpica ai Giochi olimpici di Atlanta 1996.

## Biografia
Il 1996 è stato il suo anno d'oro, essendo riuscita ad andare a medaglia in due importanti manifestazioni internazionali, Giochi olimpici e Campionati europei indoor.
Atleta alta solo un metro e settanta, ma capace di saltare 2.03 m in occasione della medaglia d'argento olimpica di Atlanta 1996, pertanto accreditata di un differenziale misura saltata/altezza di 33 cm che la colloca al 2º posto assoluto dietro l'italiana Antonietta Di Martino che vanta un differenziale di 35 cm, avendo un personale di 2,04 m ed un'altezza di 1,69 m.

## Palmarès
| Anno | Manifestazione            | Sede       | Evento        | Risultato | Misura | Note                          |
| ---- | ------------------------- | ---------- | ------------- | --------- | ------ | ----------------------------- |
| 1987 | Giochi del Mediterraneo   | Laodicea   | Salto in alto | Bronzo    | 1,84 m |                               |
| 1988 | Campionati europei indoor | Budapest   | Salto in alto | 12ª       | 1,85 m |                               |
| 1990 | Campionati europei indoor | Glasgow    | Salto in alto | 8ª        | 1,88 m |                               |
| 1990 | Giochi balcanici          | Istanbul   | Salto in alto | Oro       | 1,87 m |                               |
| 1991 | Giochi del Mediterraneo   | Atene      | Salto in alto | Bronzo    | 1,87 m |                               |
| 1992 | Campionati europei indoor | Genova     | Salto in alto | 5ª        | 1,88 m |                               |
| 1992 | Giochi balcanici          | Sofia      | Salto in alto | Oro       | 1,94 m |                               |
| 1992 | Giochi olimpici           | Barcellona | Salto in alto | 14ª       | 1,88 m |                               |
| 1994 | Campionati europei indoor | Parigi     | Salto in alto | 13ª       | 1,87 m |                               |
| 1994 | Europei                   | Helsinki   | Salto in alto | 16ª       | 1,80 m |                               |
| 1994 | Giochi balcanici          | Trikala    | Salto in alto | Oro       | 1,87 m |                               |
| 1995 | Mondial indoor            | Barcellona | Salto in alto | 27ª       | 1,80 m |                               |
| 1996 | Campionati europei indoor | Stoccolma  | Salto in alto | Argento   | 1,96 m | Miglior prestazione personale |
| 1996 | Giochi olimpici           | Atlanta    | Salto in alto | Argento   | 2,03 m | Record nazionale              |
| 1997 | Giochi del Mediterraneo   | Bari       | Salto in alto | Argento   | 1,93 m |                               |